# Luis Omar Hernández
Luis Omar Hernández Hernández es un futbolista mexicano (nacido en Ocotlan, Jalisco, México, el 8 de noviembre de 1985).  Juega de defensa y su primer equipo fue el Necaxa de la Liga MX, donde ha desempeñado toda su carrera. Llegó a ser jugador Internacional para la selección de fútbol sub-23 de México en 3 ocasiones. Actualmente se encuentra libre.

## Trayectoria
Debutó con el Mérida FC de la Primera División A en el Apertura 2003, luego pasó al Delfines de Coatzacoalcos de la misma categoría donde su buen juego le permitió fichar con el Necaxa en el Torneo Apertura 2005, donde haría su debut en Primera División el sábado 30 de julio de 2005 frente al Deportivo Toluca.

### Clubes
| Club                      | País                | Año             | Partidos | Goles | Media |
| ------------------------- | ------------------- | --------------- | -------- | ----- | ----- |
| Mérida F.C.               | México              | 2003 - 2004     | 29       | 0     | 0     |
| Delfines de Coatzacoalcos | México              | 2004            | 11       | 0     | 0     |
| C. Necaxa                 | México              | 2005 - 2010     | 117      | 4     | 0.03  |
| San Luis F.C.             | México              | 2010 - 2011     | 30       | 1     | 0.03  |
| C. Necaxa                 | México              | 2012 - 2013     | 22       | 1     | 0.05  |
| Lobos BUAP                | México              | 2013 - 2014     | 24       | 0     | 0     |
| C. Necaxa                 | México              | 2014            | 9        | 0     | 0     |
| Club Sport Herediano      | Costa Rica          | 2015 - 2017     | 58       | 1     | 0.02  |
| C. Necaxa                 | México              | 2017 -          | 1        | 0     | 0     |
| Total en su carrera       | Total en su carrera | 2003 - Presente | 301      | 6     | 0.02  |

#### Estadísticas
La siguiente tabla detalla los encuentros disputados y los goles marcados en los clubes en los que ha militado.
| Club                               | Div.                | Temporada           | Liga | Liga | Copas Nacionales (1)* | Copas Nacionales (1)* | Copas Internacionales (2) | Copas Internacionales (2) | Total | Total |
| Club                               | Div.                | Temporada           | PJ   | G    | PJ                    | G                     | PJ                        | G                         | PJ    | G     |
| ---------------------------------- | ------------------- | ------------------- | ---- | ---- | --------------------- | --------------------- | ------------------------- | ------------------------- | ----- | ----- |
| Mérida FC · México                 | 2.ª                 | 2003/04             | 29   | 0    | -                     | -                     | -                         | -                         | 29    | 0     |
| Mérida FC · México                 | 2.ª                 | Total               | 29   | 0    | -                     | -                     | -                         | -                         | 29    | 0     |
| Delfines de Coatzacoalcos · México | 2.ª                 | 2004                | 11   | 0    | -                     | -                     | -                         | -                         | 11    | 0     |
| Delfines de Coatzacoalcos · México | 2.ª                 | Total               | 11   | 0    | -                     | -                     | -                         | -                         | 11    | 0     |
| San Luis F.C. · México             | 1.ª                 | 2010/11             | 26   | 1    | -                     | -                     | 4                         | 0                         | 30    | 1     |
| San Luis F.C. · México             | 1.ª                 | Total               | 26   | 1    | -                     | -                     | 4                         | 0                         | 30    | 1     |
| Lobos B.U.A.P. · México            | 2.ª                 | 2013/14             | 22   | 0    | 2                     | 0                     | -                         | -                         | 24    | 0     |
| Lobos B.U.A.P. · México            | 2.ª                 | Total               | 22   | 0    | 2                     | 0                     | -                         | -                         | 24    | 0     |
| C. S. Herediano · Costa Rica       | 1.ª                 | 2015/16             | 25   | 0    | -                     | -                     | 4                         | 0                         | 29    | 0     |
| C. S. Herediano · Costa Rica       | 1.ª                 | 2016/17             | 25   | 1    | -                     | -                     | 4                         | 0                         | 29    | 1     |
| C. S. Herediano · Costa Rica       | 1.ª                 | Total               | 50   | 1    | -                     | -                     | -                         | -                         | 58    | 1     |
| C. Necaxa · México                 | 1.ª                 | 2005/06             | 24   | 2    | 3                     | 0                     | -                         | -                         | 27    | 2     |
| C. Necaxa · México                 | 1.ª                 | 2006/07             | 20   | 1    | 2                     | 0                     | 6                         | 0                         | 28    | 1     |
| C. Necaxa · México                 | 1.ª                 | 2007/08             | 28   | 0    | -                     | -                     | -                         | -                         | 28    | 0     |
| C. Necaxa · México                 | 1.ª                 | 2008/09             | 23   | 1    | -                     | -                     | -                         | -                         | 23    | 1     |
| C. Necaxa · México                 | 2.ª                 | 2009/10             | 11   | 0    | -                     | -                     | -                         | -                         | 11    | 0     |
| C. Necaxa · México                 | 2.ª                 | 2012/13             | 11   | 0    | 11                    | 1                     | -                         | -                         | 22    | 1     |
| C. Necaxa · México                 | 2.ª                 | 2014                | 4    | 0    | 5                     | 0                     | -                         | -                         | 9     | 0     |
| C. Necaxa · México                 | 1.ª                 | 2017                | 0    | 0    | 1                     | 0                     | -                         | -                         | 1     | 0     |
| C. Necaxa · México                 | 1.ª                 | Total               | 121  | 4    | 22                    | 1                     | 6                         | 0                         | 149   | 5     |
| Total en su carrera                | Total en su carrera | Total en su carrera | 259  | 5    | 24                    | 1                     | 18                        | 0                         | 301   | 6     |

## Selección nacional

### Categorías menores
Fue internacional con la selección de fútbol sub-23 de México en 3 ocasiones participó en el Torneo Preolímpico de la Concacaf 2008 donde el tri no consiguió su boleto a la justa olímpica.

## Títulos

### Campeonatos nacionales
| Título                              | Club      | País       | Año  |
| ----------------------------------- | --------- | ---------- | ---- |
| InterLiga                           | Necaxa    | México     | 2007 |
| Torneo Clausura Liga de Ascenso     | Necaxa    | México     | 2009 |
| Torneo Bicentenario Liga de Ascenso | Necaxa    | México     | 2010 |
| Torneo Apertura Liga de Ascenso     | Necaxa    | México     | 2014 |
| Torneo Verano                       | Herediano | Costa Rica | 2015 |
| Torneo Verano                       | Herediano | Costa Rica | 2016 |
| Torneo Verano                       | Herediano | Costa Rica | 2017 |

Otros logros
- Subcampeón con Necaxa del Torneo Clausura 2013 Liga de Ascenso
- Subcampeón con Necaxa del Torneo Apertura 2013 Liga de Ascenso

- Datos: Q10750176